# В тридевятом царстве…
«В тридевятом царстве...» — советский художественный фильм-сказка по одноимённой повести Виталия Губарева.

## Сюжет
Сказка о том, как солистка самодеятельного ансамбля балета на льду девочка Оксана поменялась местами с юной королевой сказочного королевства Карликия Изабеллой, как две капли воды похожей на Оксану. Изабелла любит кататься на коньках, но придворные не разрешают ей выступать. Изабелла просит Оксану поменяться местами на время гастролей. Оксана решает воспользоваться ситуацией и занимает место своего двойника на троне, взяв на себя управление королевством согласно собственным взглядам на жизнь.

## В ролях
- Наташа Давыдова — Оксана / Изабелла
- Гриша Максимов — Андрейка
- Тамара Носова — Марго
- Сергей Сибель — Поль (озвучил актёр Павел Морозенко)
- Сергей Мартинсон — герцог де Моллюск
- Ирина Мурзаева — первая фрейлина
- Анатолий Папанов — собачий магнат
- Николай Гаврилов — премьер-министр
- Спартак Мишулин — новый премьер-министр

## Съёмочная группа
- Автор сценария: Виталий Губарев
- Режиссёр-постановщик: Евгений Шерстобитов
- Оператор-постановщик: Николай Журавлёв